# Argiope protensa
Argiope protensa är en spindelart som beskrevs av Ludwig Carl Christian Koch 1872. Argiope protensa ingår i släktet Argiope och familjen hjulspindlar. Inga underarter finns listade i Catalogue of Life.

## Bildgalleri

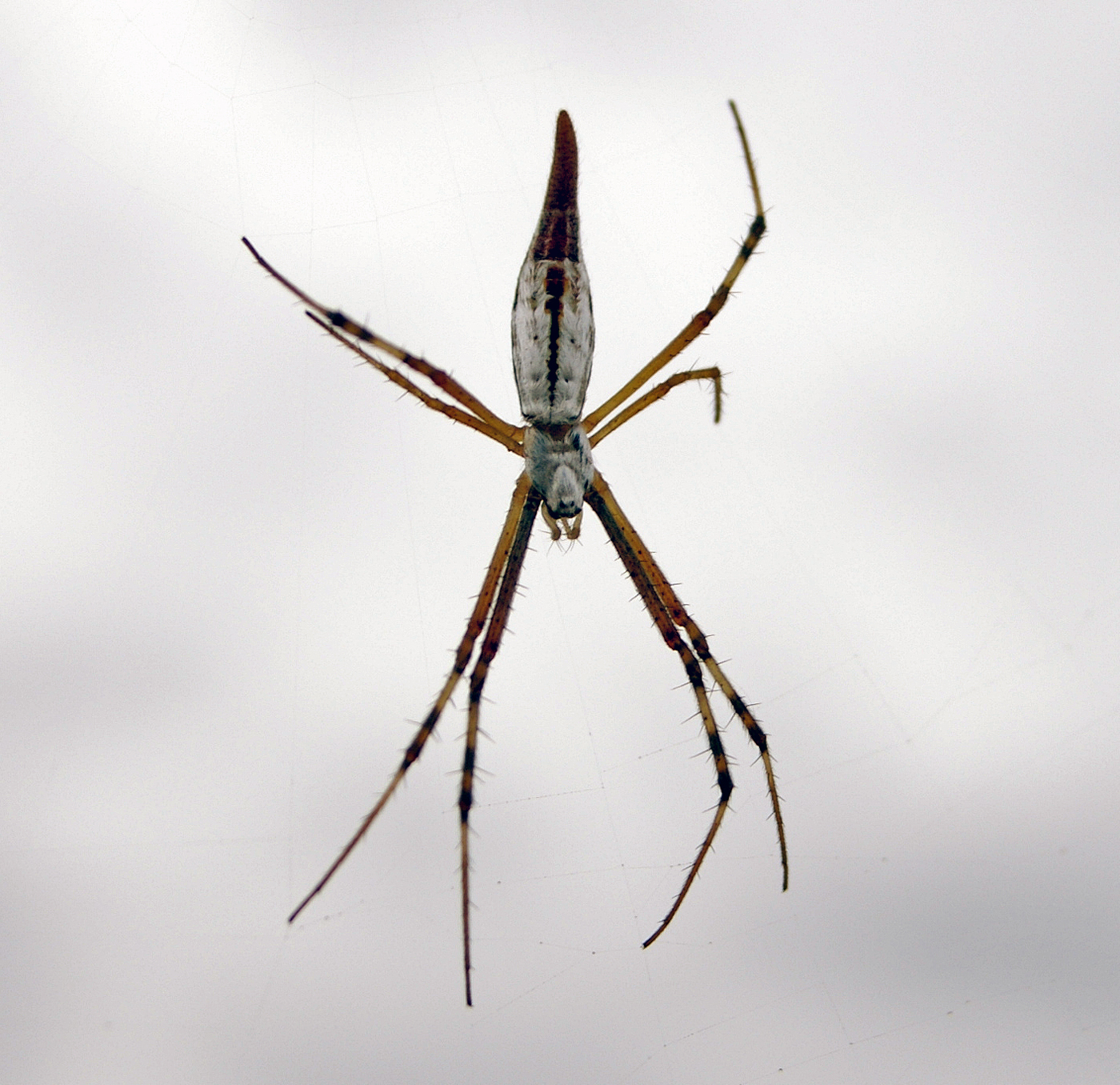